# Florentino Pérez
Florentino Pérez Rodríguez (Madrid, 8 de marzo de 1947) es un empresario, ingeniero, dirigente deportivo y expolítico español. Es el presidente del Grupo ACS desde 1997 y del Real Madrid Club de Fútbol de España en un segundo mandato, desde 2009. Asimismo, es patrono del Teatro Real y de la Fundación de Ingenieros de Caminos, Canales y Puertos.
Ingeniero de Caminos, Canales y Puertos por la Universidad Politécnica de Madrid. Además, es viudo de María Ángeles Sandoval y tiene tres hijos.
Inició su carrera profesional en el sector privado en 1971 y llegó a ser director general de la Asociación Española de la Carretera entre 1972 y 1976.

## Biografía
Florentino Pérez Rodríguez nació el 8 de marzo de 1947 en la calle Hortaleza, situada en el barrio de Justicia, Madrid. Mediano de cinco hermanos e hijo de Soledad Rodríguez Pérez y de Eduardo Pérez del Barrio, dueño de las perfumerías Shangai y presidente de Coperlim, una cooperativa de perfumerías y limpieza. Acudió al colegio Escuelas Pías de San Antón, más tarde se mudó con su familia a la calle María de Guzmán, en el barrio de Chamberí. Solía pasar los veranos en el barrio de Ciudad Lineal, situado por entonces a las afueras de Madrid y en la playa de las Rotas, en Denia, donde sus padres tenían dos chalets.
En 1970 se licenció en Ingeniería de Caminos, Canales y Puertos por la Universidad Politécnica de Madrid. En 1971 se casó con María de los Ángeles Sandoval Montero, con quien tuvo tres hijos. Entre 1973 y 1976 dirigió el lobby AEC (Asociación Española de la Carretera). 
En 1975 fue socio fundador de la revista Guía del Ocio.
Desde 1993 dirige el Grupo ACS, un holding de empresas dedicadas al sector de la construcción, con una participación del 13,78% y desde el 2009 es presidente del Real Madrid Club de Fútbol. 
En 2023 fue descrito como la 17ª persona más rica de España, con una fortuna estimada de dos mil millones de euros, según la revista Forbes.

## Etapa política
Entre los años 1976 y 1983, Florentino Pérez desarrolló su carrera política de la mano de la Unión de Centro Democrático (UCD).
Durante ese periodo, ocupó distintos cargos en la Administración Pública como el de concejal de Saneamiento y Medio Ambiente del Ayuntamiento de Madrid (1976-1979), subdirector general de Promoción del CDTI del Ministerio de Industria y Energía (1979-1980), director general de Infraestructuras del Transporte del Ministerio de Transportes (1980-1981) y presidente del IRYDA del Ministerio de Agricultura (1981-1982).

## Empresario

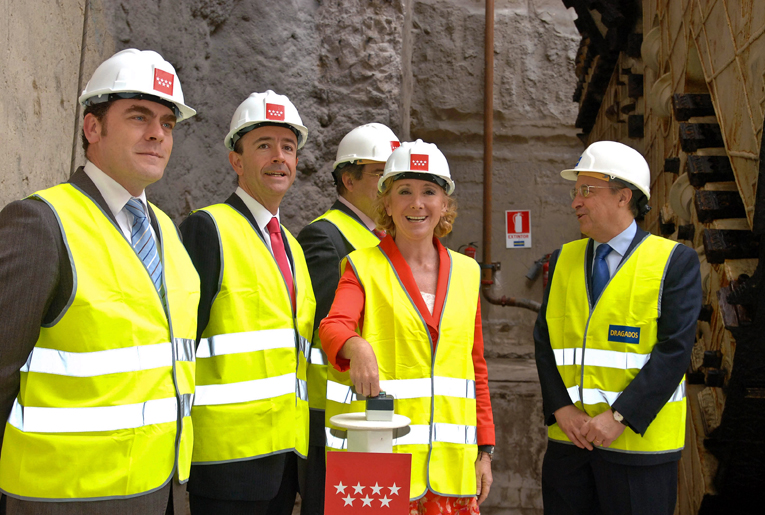
Florentino Pérez (derecha) en las obras de prolongación de la línea 11 del metro de Madrid, año 2008.

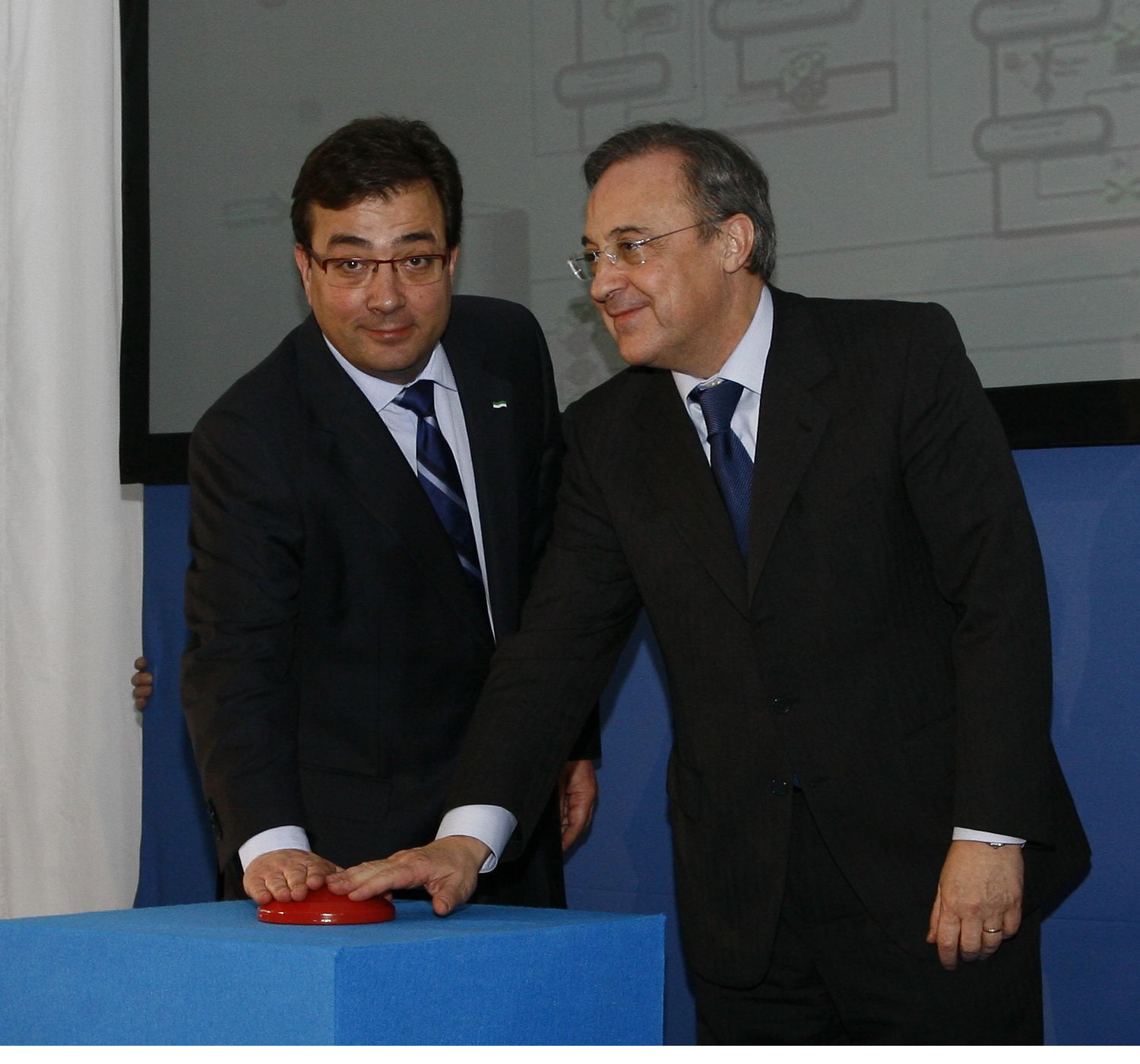
Florentino Pérez (derecha) en inauguración de unas plantas termosolares en Torre de Miguel Sesmero (Extremadura).

En 1983, Florentino Pérez retornó al ámbito empresarial y, en ese mismo año, ascendió a la posición de máximo ejecutivo en Construcciones Padrós, una de las empresas de la cual era uno de los principales accionistas.
Posteriormente, en 1991, Pérez se incorporó al consejo de administración de la Société Auxiliaire d'Entreprises (SAE), una firma de construcción francesa asociada al grupo constructor Obras de Construcción e Instalaciones, S.A. (OCISA).
Desde el año 1993, el empresario desempeña el cargo de presidente y consejero delegado de ACS (Actividades de Construcción y Servicios), la entidad principal del Grupo ACS. Inicialmente, asumió la presidencia de OCP Construcciones, surgida de la fusión entre Construcciones Padrós y OCISA. A partir de 1997, lidera el Grupo ACS, resultado de la fusión entre las compañías OCP, Ginés y Navarro, y Auxini.
Como presidente de ACS, Pérez fue galardonado en el año 1999 con el premio al "Mejor Empresario" por su trayectoria profesional. Este es un reconocimiento entregado anualmente por la revista Actualidad Económica. Entre los hitos más importantes de su gestión al frente de ACS, se destacan: en 2003, la adquisición del Grupo Dragados; en 2007, la adquisición de una participación de control de la alemana Hochtief; y, en 2018, la compra (junto con el grupo italiano Atlantia) de Abertis.
En cuanto a su desempeño en el mercado bursátil español desde el año 2018, el Grupo ACS ha mantenido su presencia en los cinco continentes y hasta entonces cotizaba en el IBEX 35 de la Bolsa española con una capitalización superior a los 21 900 millones de euros. Su presencia internacional se concentra principalmente en Australia, Estados Unidos, Canadá, Alemania y España.
Para marzo del 2024, se registró que el Grupo ACS factura una media de 100 millones de euros al día, con sus mercados más importantes ubicados en EE UU y en la región de Asia-Pacífico. El conglomerado tiene su base en varias empresas consolidadas como Hochtief, que posee el 78,5% del control, Dragados, Cimic, Turner, Abertis, en copropiedad al 50% con la empresa italiana Mundys, Iridium y Clece. De esta forma, ACS cuenta con una cartera de proyectos en su punto más alto, alcanzando los 73.538 millones de euros, y registró ganancias de 780 millones en el año 2023, un incremento del 16,7%.

## Dirigente deportivo

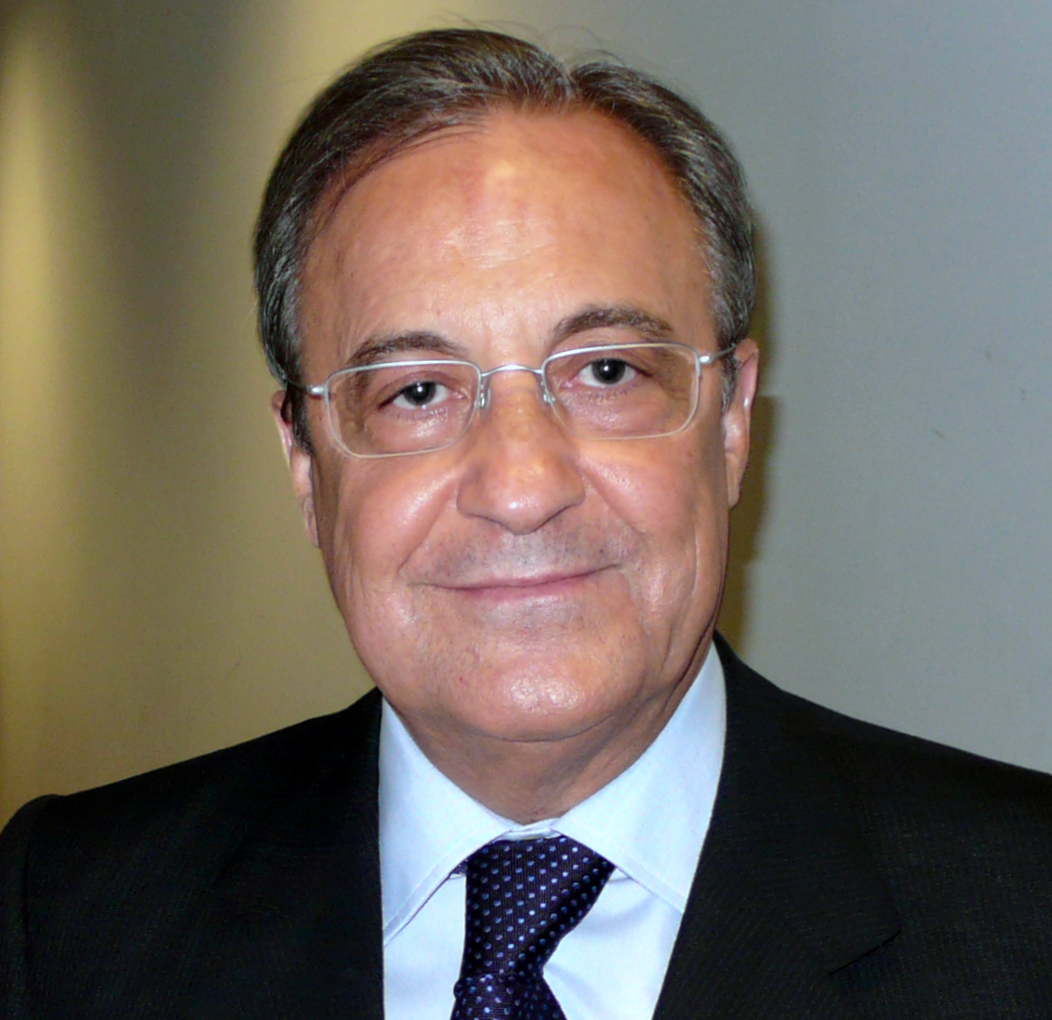
Florentino Pérez en el año 2009.

Florentino Pérez desempeña simultáneamente el rol de presidente en el reconocido Real Madrid. Su vinculación con el club, considerado el mejor del siglo XX, se ha materializado en dos períodos donde ha logrado armonizar su labor empresarial con la dirección de esta institución futbolística.
A lo largo de su liderazgo al frente del Real Madrid, Pérez ha consolidado un legado marcado por un registro de los mayores ingresos económicos. El club ha ostentado la posición de máxima entidad en términos de ingresos corrientes a nivel global durante más de una década consecutiva. El impacto de su gestión se refleja también en el ámbito deportivo, donde el Real Madrid ha conquistado la prestigiosa Copa de Europa en siete ocasiones, contribuyendo así a un total de quince trofeos en su palmarés.
Adicionalmente, la revista Forbes ha reconocido al Real Madrid como el club deportivo más valioso a nivel mundial, otorgándole más recientemente una valoración de 6.070 millones de dólares.

### Primera etapa en el Real Madrid (2000-2006)

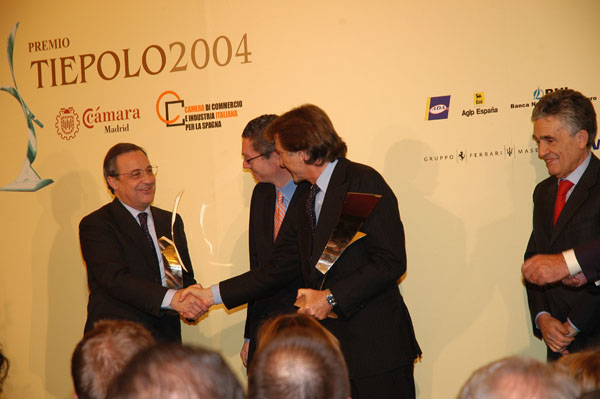
Florentino Pérez durante una entrega de premios en el año 2005.

En 1995, Florentino Pérez se presenta por primera vez a las elecciones a la presidencia del Real Madrid contra Ramón Mendoza y Santiago Gómez Pintado. Pese a ser el candidato que consiguió mayor número de firmas de aval de la candidatura quedó en segunda posición a escaso margen de Ramón Mendoza.
En el año 2000, Pérez se presentó por segunda vez a las elecciones a la presidencia del Real Madrid, la cual ganó con más del 55 % de los votos.
En 2004, fue reelegido con el 94,2 % de los votos. Su mandato se recuerda como «Era Galáctica». Siguió una política de grandes fichajes, en la que contrataría a los mejores jugadores del momento: Zinedine Zidane, Ronaldo, David Beckham y Luís Figo.Con ellos, el Real Madrid ganó dos Ligas (2001 y 2003), una Copa de Europa (2002), una Supercopa de Europa (2002), dos Supercopas de España (2001 y 2003) y una Copa Intercontinental (2002), entre los títulos más importantes.
Durante su presidencia, Pérez modernizó el Estadio Santiago Bernabéu y desarrolló la nueva Ciudad Deportiva del Real Madrid en Valdebebas, tras la venta de la antigua Ciudad Deportiva en el Paseo de la Castellana. La transacción, planificada desde la presidencia de Ramón Mendoza en 1987, se concretó bajo el liderazgo de Pérez, generando ingresos significativos. Esta venta estabilizó las finanzas del club y posibilitó la construcción de la ciudad deportiva en Valdebebas. En su momento, la Comisión Europea respaldó la operación. Pérez también nombró presidente de honor a Alfredo Di Stéfano.
Finalmente en el año 2006, Pérez renuncia a su cargo como presidente del club deportivo. El dirigente explicó que su dimisión respondía a un acto de "lealtad hacia los socios y responsabilidad hacia el club", ya que consideraba que esta medida era necesaria para impulsar mejoras. En su lugar, asumió la presidencia Fernando Martín.

### Segunda etapa en el Real Madrid (desde 2009)
A lo largo de la temporada 2008-2009, se especuló con la posibilidad de que Florentino Pérez se volviese a presentar como candidato en las elecciones presidenciales previstas para el 14 de junio de 2009. Este hecho finalmente se confirmó el 14 de mayo.
El 1 de junio de 2009, al ser el único candidato, fue nombrado presidente del club, lo que supuso su regreso al cargo tres años después de su dimisión.
Para la temporada 2009-2010, contrató al técnico Manuel Pellegrini, a quien presentó el 2 de junio, un día después de su investidura. Asimismo, realizó una multimillonaria inversión de 264 millones de euros para el fichaje de ocho jugadores, entre los que destacan: Cristiano Ronaldo —96 millones de euros—, Kaká —65 millones de euros—, Benzema —35 millones de euros—, Xabi Alonso —30 millones de euros—.
El equipo compitió en el Campeonato de Liga hasta las últimas jornadas, alcanzando el subcampeonato con un total de 96 puntos, quedando a solo tres puntos del Fútbol Club Barcelona.
El 31 de mayo de 2010, se formalizó el contrato de José Mourinho como director técnico del primer equipo. Durante la temporada 2010-2011, bajo la dirección del entrenador portugués, el equipo blanco logró la Copa del Rey ante el Fútbol Club Barcelona, título que el club no obtenía desde hacía 18 años para la fecha.
En la temporada 2011-2012, el Real Madrid logró la denominada 'Liga de los récords', ya que se alzó con el Campeonato Nacional de Liga, que no ganaba desde 2008, con un récord histórico de puntos (100) y de goles (121).
En septiembre del año 2012, consigue por amplia mayoría la modificación de los estatutos del Real Madrid en las que endureció las normas para optar a la presidencia del Real Madrid (20 años de socio y patrimonio personal, sin aval de terceros, del 15% del presupuesto general de gastos del club). Esta modificación fue avalada por el Tribunal Supremo 6 años después.
La tercera y última temporada de Mourinho al frente del primer equipo, temporada 2012-2013, comenzó con la Supercopa de España, lograda ante el Fútbol Club Barcelona. A finales de esa temporada, el 20 de mayo, Pérez confirmó la marcha del técnico portugués y convocó elecciones para la presidencia del club, al haber concluido su mandato. Resultó reelegido al no haber más candidatos.
En la temporada 2013-2014, las dos secciones del club dirigidas por Carlo Ancelotti y Pablo Laso, respectivamente, se proclamaron campeones de la Copa del Rey de fútbol y baloncesto, imponiéndose en ambas en la final al Fútbol Club Barcelona, y ambos equipos disputaron las finales de la máxima competición continental. En baloncesto ganaron en la final de la Euroliga de 2015 y en fútbol, en la prórroga de la final de la Liga de Campeones de 2014, logrando la histórica «Décima» Copa de Europa.

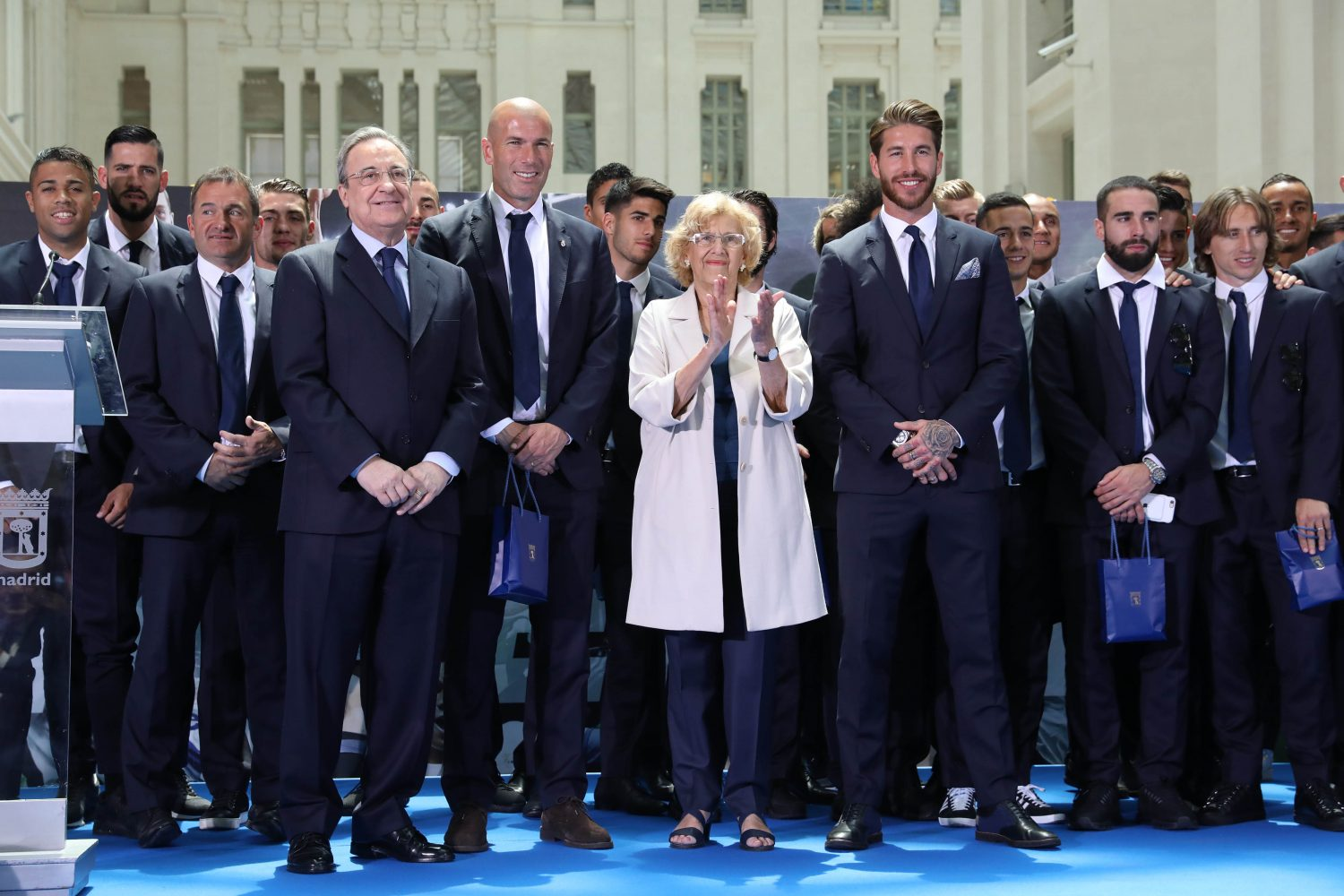
Florentino Pérez en la celebración de la Liga de fútbol ganada en 2017.

En enero de 2016, Florentino Pérez ficha a Zidane como entrenador del primer equipo, tras una trayectoria de leyenda como jugador y el Real Madrid consigue la «Undécima». Sin embargo, esto no fue más que el comienzo, pues la segunda temporada de Zidane al frente del equipo también trajo numerosos triunfos, a lo que se suma que el Real Madrid se convirtió en el primer equipo en repetir título en la Champions al ganar la Duodécima.
Las dos últimas temporadas de Zidane también están plagadas de títulos: la Liga 2016-2017, la tercera Supercopa de Europa y el segundo Mundial de Clubes, y ya en el inicio de la temporada 2017-2018, de nuevo la Supercopa de Europa y la décima Supercopa de España. Con el Mundial de Clubes ganado en diciembre de 2017, se batió el récord de títulos conseguidos en un mismo año —cinco— y 2018 culminó con la Decimotercera Champions del Real Madrid.

El 31 de enero de 2014, Florentino Pérez anunció el proyecto ganador del concurso para diseñar el nuevo Santiago Bernabéu, que, en palabras del propio presidente:
«[…] seguirá siendo un territorio privilegiado para las emociones, permanecerá en el corazón de nuestra ciudad y será vanguardia e icono del fútbol moderno. Un Bernabéu para el orgullo de todos nuestros socios y aficionados».
El nuevo estadio está envuelto por una cubierta con un sistema Led que vibra y permite al estadio comunicarse con su entorno, y en la fachada oriental se cuenta con una pantalla gigante para mostrar el interior del estadio en momentos especiales. Este proyecto sostenible cuenta también con los últimos adelantos tecnológicos, de forma sea más seguro y cómodo para los aficionados.

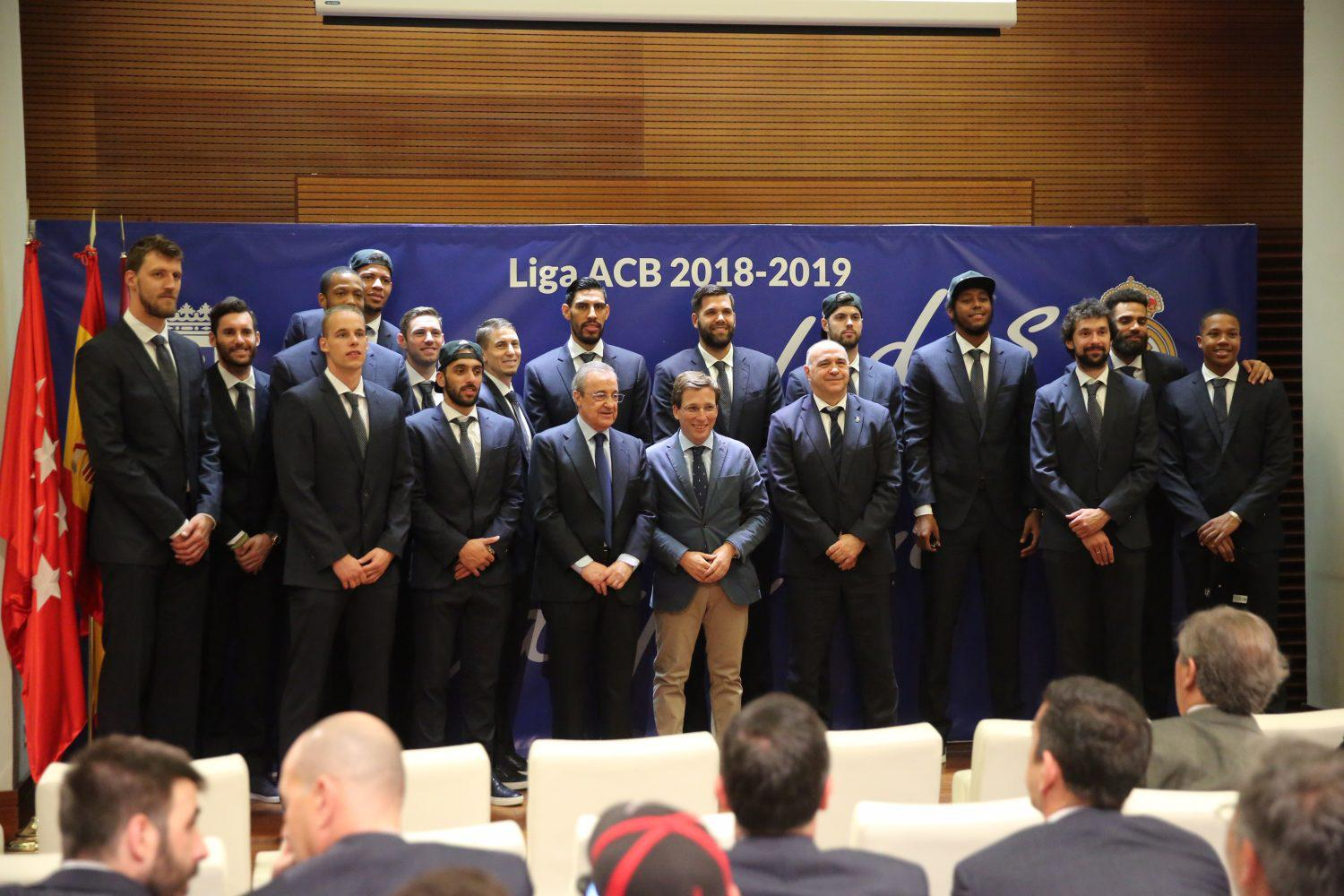
Florentino Pérez en la celebración de la Liga ACB de baloncesto ganada en 2019.

Asimismo, en el nuevo Bernabéu se planea la construcción de zonas comerciales, de ocio y restauración, un hotel y aparcamiento subterráneo; las obras están diseñadas para permitir que la construcción no entorpezca el calendario deportivo.
El Real Madrid también se alzó campeón de Liga en una de las temporadas más atípicas de la historia de esta competición, la del 2019-20. Un año poco común, ya que la situación de emergencia sanitaria provocada por la COVID-19, obligó a que la UEFA, la RFEF y la La Liga tomaran la decisión de suspender las respectivas competiciones a mediados de marzo. La competición se reanudó con la mejora de la situación sanitaria.
El 13 de abril de 2021, Florentino Pérez continuará su mandato como presidente del Real Madrid hasta 2025, marcando así su sexto período en el cargo. Desde que asumió la presidencia por segunda vez en 2009, Pérez ha sido consistentemente reelegido sin oposición. Asimismo, el pasado 3 de abril, coincidiendo con el partido contra el Éibar, Pérez celebró su milésimo partido como presidente. A lo largo de sus dos etapas como presidente, desde 2000 hasta 2006 y desde 2009 hasta la fecha, Pérez ha acumulado un impresionante total de 26 títulos, que incluyen cinco Ligas de Campeones, cinco Ligas, cinco Mundiales de Clubes, cinco Supercopas de España, cuatro Supercopas de Europa y dos Copas del Rey.
En la temporada 2021-2022 con la vuelta de Carlo Ancelotti como entrenador, el Real Madrid logra un doblete histórico: proclamándose como campeón liga y obteniendo su 14.ª copa de Europa, sumando un total de 35 campeonatos de liga. Además, el Real Madrid alcanzó su quinta Supercopa de Europa. Paralelamente, ese mismo año, el Real Madrid Club de Baloncesto conquistaría la Liga ACB y la Supercopa de España.

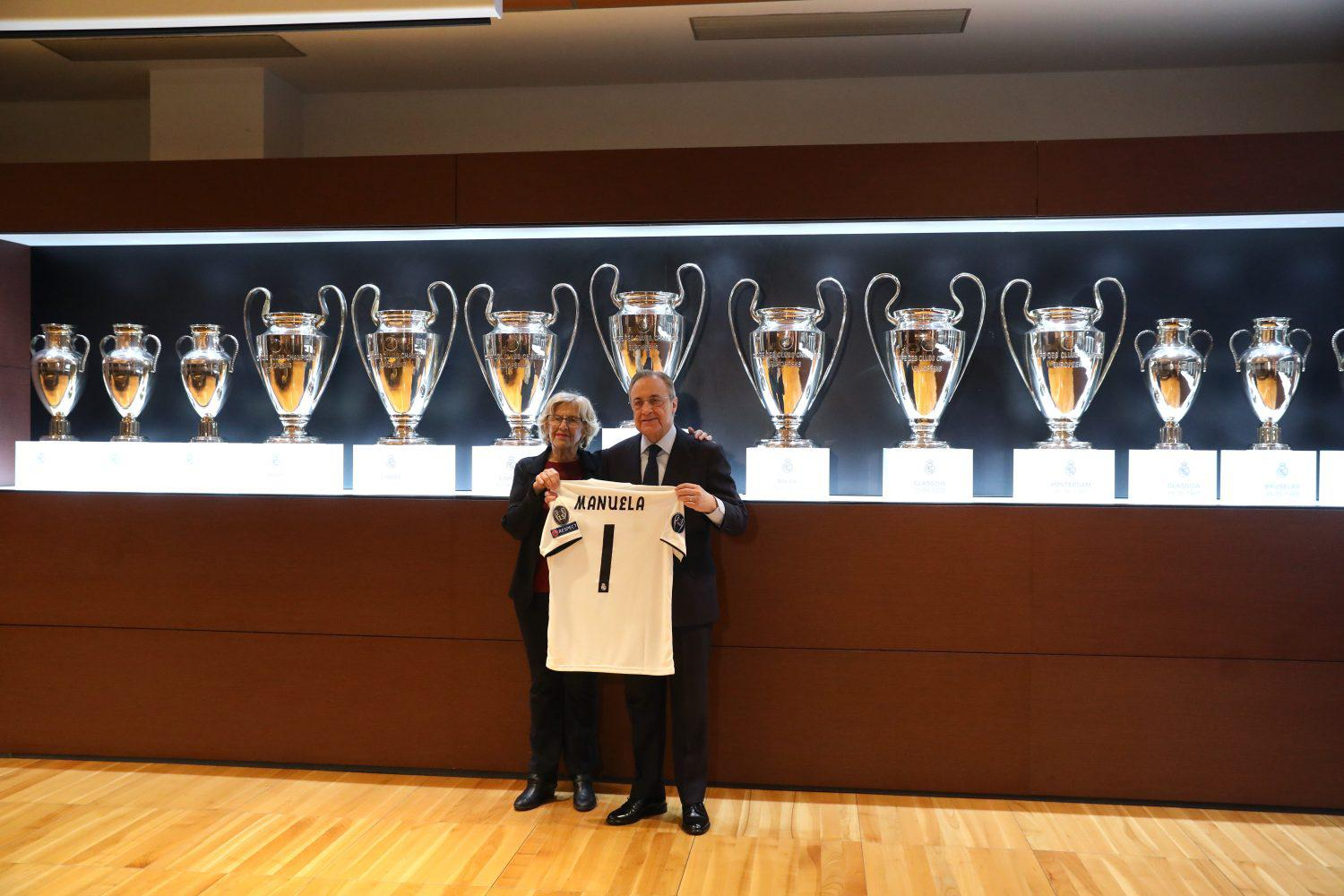
Florentino Pérez con algunos trofeos en el museo del Real Madrid.

En la temporada 2022-2023, el Real Madrid conquistó la final de la Copa del Rey en La Cartuja de Sevilla, obteniendo su vigésimo título después de nueve años sin alzarse con este trofeo. Además, el equipo alcanzó las semifinales de la Copa de Europa, donde fue eliminado por el Manchester City, y logró el segundo lugar en la Liga española, detrás del F. C. Barcelona, a pesar de mantener una gran diferencia de puntos. Paralelamente, el Real Madrid se coronó campeón de la Euroliga de Baloncesto en la misma temporada, sumando así su undécimo título en esta competición continental.
En el primer partido local de la temporada 2023-2024, frente al Getafe, se estrenó por primera vez el nuevo techo retráctil del Santiago Bernabéu. Aunque se espera que las obras del nuevo estadio finalicen en 2024, el costo final se estima en alrededor de 1170 millones de euros, más del doble del estimado inicialmente (525 millones).Sin embargo, Florentino Pérez enfatizó que el nuevo estadio se convertirá en uno de los principales destinos turísticos de la ciudad y el epicentro de grandes eventos en Europa.
Al final de la temporada 2023-24, el Real Madrid ganó su decimoquinta Champions, junto a los títulos de Liga y Supercopa de España; con esto dicho, Florentino Pérez ha ganado 7 Champions como presidente del club blanco, las mismas que el más inmediato perseguidor del Real Madrid, el AC Milan (2002, 2014, 2016, 2017, 2018, 2022, 2024)

### Superliga Europea

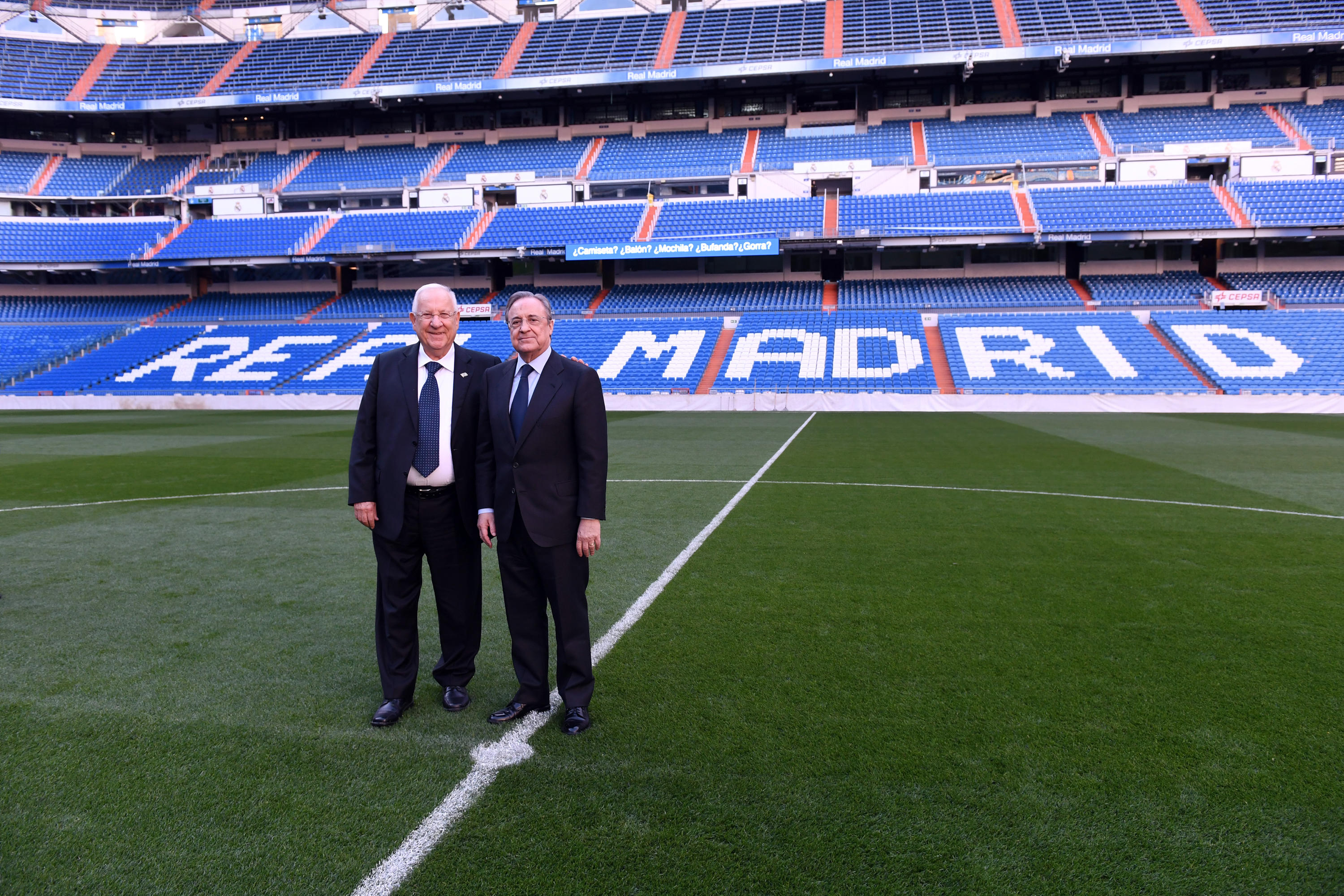
Florentino Pérez en el césped del Estadio Santiago Bernabéu en 2017.

En abril de 2021, se anunció que sería el primer presidente de la Superliga europea de fútbol, la liga independiente en la que participan una serie de los clubes de fútbol más grandes de Europa.Encabezada inicialmente por Florentino Pérez, presidente del Real Madrid, y Andrea Agnelli, expresidente de la Juventus hasta 2022, la Superliga se estuvo gestando durante tres años.
Finalmente, en diciembre de 2023, el Tribunal de Justicia de la Unión Europea (TJUE) emitió un fallo que concluyó que las normativas de la FIFA y la UEFA que requerían autorización previa para competiciones de fútbol de clubes, como la Superliga, violaban el Derecho de la Unión. La corte determinó que tanto la UEFA como la FIFA habían abusado de su "posición dominante" al amenazar con sanciones a los clubes involucrados en la Superliga. A pesar de que el abogado general del caso había argumentado previamente a favor de la legalidad de las acciones de la UEFA y la FIFA, el TJUE estableció que las reglas de ambas organizaciones que exigían autorización previa y prohibían la participación en competiciones no autorizadas eran ilegales, al carecer de criterios transparentes, objetivos, no discriminatorios y proporcionados. 
Además, el tribunal señaló que el control exclusivo de la FIFA y la UEFA sobre la explotación comercial de los derechos de estas competiciones podía restringir la competencia. Sin embargo, el TJUE no se pronunció específicamente sobre el proyecto de la Superliga en su fallo. La sentencia del TJUE respondió a las interrogantes planteadas por un tribunal en Madrid en nombre de las empresas que representaban a la Superliga, buscando protección contra las amenazas de sanciones de la UEFA y la FIFA. Estas amenazas afectaban a los doce clubes participantes en el proyecto en España (Real Madrid, FC Barcelona y Atlético de Madrid), Inglaterra (Liverpool, Manchester City, Manchester United, Tottenham, Chelsea y Arsenal) e Italia (Juventus, Inter y AC Milan).

### Palmarés como dirigente deportivo
| Equipo(s) presidido(s) | Equipo(s) presidido(s) | Nacionales | Nacionales | Nacionales | Subtotal | Continentales | Continentales | Continentales | Mundiales | Subtotal | Total |
| ---------------------- | ---------------------- | ---------- | ---------- | ---------- | -------- | ------------- | ------------- | ------------- | --------- | -------- | ----- |
| Equipo(s) presidido(s) | Equipo(s) presidido(s) | Liga       | Copa       | Supercopa  | Subtotal | C1            | C2            | S1            | M1        | Subtotal | Total |
| Bandera de España      | Real Madrid C. F.      |            |            |            | 17       |               | –             |               |           | 20       | 37    |
| Bandera de España      | Real Madrid Baloncesto |            |            |            | 24       | 3             | –             | –             | 1         | 4        | 28    |
| Total                  | Total                  | 15         | 10         | 16         | 41       | 10            | –             | 6             | 8         | 24       | 65    |

## Distinciones honoríficas
- Gran Cruz de la Orden del Dos de Mayo ( España, 2011).[72]
- Premio European Golden Boy 2022 al mejor presidente del año[73]

- Premio Globe Soccer Awards 2024 al mejor presidente de todos los tiempos[74]